# Универзитет за музику и сценске уметности у Бечу
Универзитет за музику и сценске уметности у Бечу (скраћено MDW) је аустријски универзитет основан 1817. са седиштем у Бечу. Са преко три хиљаде студената, то је највећа институција те врсте у Аустрији и једна од највећих у свету.
Године 1817. основало га је Друштво пријатеља музике. Имала је неколико назива: Бечки конзерваторијум, Бечка академија, а 1909. године је национализована као Царска академија музике и сценских уметности. Године 1998. Универзитет је преузео своје садашње име током реформи аустријских уметничких академија из 1970. године. Године 2019. проглашен је за једну од „најбољих школа сценских уметности на свету“ од стране часописа CEOWORLD.

## Универзитет
Са више од 3000 студената, Универзитет за музику и сценске уметности у Бечу је један од највећих универзитета уметности на свету. Универзитет се састоји од 24 катедре укључујући Семинар Макса Рајнхарта, Бечку филмску академију и Бечки Клангстил.
Зграде универзитета укључују:
- Позориште Шенбрун
- Одаје Антонија Вивалдија
- Салезијански самостан
- Цркву Свете Урсуле
- Одаје Франца Листа
- Антон Фон Веберн Плац број 1 (главни кампус универзитета).

Модерни филмски студији су завршени у универзитетском кампусу 2004. године, нудећи Бечкој филмској академији савремену опрему.
Универзитет организује око 10 такмичења, укључујући Међународно Бетовеново пијанистичко такмичење и Студентски филмски фестивал који се одржава  сваке друге године.
Универзитет школује будуће извођаче за све главне оркестре у Аустрији, а посебно за Бечку филхармонију.

## Историја
Иницијатива за оснивањем музичког конзерваторијума у Бечу датира још од 1808. године. Године 1811. објављен је „нацрт музичке образовне установе“ за Беч. Годину дана касније формирано је Друштво пријатеља музике, са циљем да покрене оснивање конзерваторијума. Бечки конзерваторијум је основан 1817. године. Требало је да буде направљено по узору на Париски конзерваторијум, али је, због недостатка средстава, почео само као школа певања. Антонио Салијери је био први директор Конзерваторијума. Године 1819. ангажовао је виолинисту Јозефа Бема, и до 1827. у наставном програму су били часови за већину оркестарских инструмената.
Финансије Конзерваторијума биле су веома нестабилне. Школарина је уведена 1829. године, али је до 1837. установа банкротирала. Држава је финансирала Конзерваторијум од 1841. до 1844. и од 1846. до 1848. године. 1848. политички немири су довели до тога да држава обустави финансирање, па је Конзерваторијум био затворен све до 1851. Уз подршку државе и града, финансије су се поново стабилизовале после 1851. године. Упркос растућим државним субвенцијама, Друштво пријатеља музике, које је основало Конзерваторијум, остало је под контролом ове установе. Међутим, царском одлуком од 1. јануара 1909. школа је национализована и постала је Царска академија за музику и сценске уметности. До тада је званичан назив гласио: Конзерваторијум Друштва пријатеља музике.
Све до 1844. године, када је Готфрид Прејер, професор хармоније и композиције постао директор, директор Конзерваторијума није припадао универзитету, већ је био члан Друштва пријатеља музике. Јозеф Хелмесбергер старији био је директор од 1851. до 1893. године.
Од 1907. Вилхелм Боп је службовао као директор Конзерваторијума. Конзерваторијумом су и даље руководили остарели Роберт Фухс и Херман Греденер, које је Боп сматрао анахроним и ван контакта са модерним трендовима. Године 1912, покушавајући да подмлади Конзерваторијум, Боп је понудио професорска места Францу Шрекеру и Арнолду Шенбергу. Шенберг је одбио понуду, али ју је Шрекер прихватио. Његове наставне дужности су обављане са великим успехом и до јануара 1913. године добио је звање редовног професора.
Боп је био кључан у процесу национализације Конзерваторијума 1909. године. Управљање Академијом је тада додељено председнику (којег је именовала држава), уметничком директору и управном одбору.
Након Првог светског рата, Државна академија је поново реорганизована. Председник Карл Ритер фон Винер поднео је оставку, а диригент Фердинанд Лев је изабран од стране наставног особља за њиховог директора. Године 1922. на челу је Јозеф Маркс који је хтео да Академија добије статус универзитета.
Након Аншлуса многи наставници и ученици су отпуштени на расној основи. Године 1941. Академија је постала Висока школа Рајха. После Другог светског рата, установа поново постаје Државна академија. У процесу денацификације отпуштено је педесет девет наставника; али је до новембра 1945. враћено је њих шеснаест. Само пет наставника отпуштених 1938. враћено је на посао.
Законима донетим 1948. и 1949. године установа је добила статус „Академије уметности“. Године 1970. „Закон о организацији уметничких школа” је фактички дао свим уметничким академијама статус универзитета, а 1998. године назив „Академије уметности” је промењен у „Уметнички универзитет”.
Институт за композицију, електроакустику и обуку инжењера тона, скраћно ЕЛАК је део Универзитета за музику и сценске уметности у Бечу. ЕЛАК се фокусира на електроакустичну музику, импровизацију, компоновање савремене музике и звучну уметност.
Ново седиште Универзитета за музику и сценске уметности у Бечу је смештено у Трећем бечком округу и 1996. године је потпуно реновирано по плановима архитекте Рајнхарда Галистера. Очувана је историјска структура, елементи попут стакла, дрвета и камена дефинишу стилске елементе. Савремена технологија и опрема комбиновани су са добром акустиком просторија.

## Катедре
- Катедра за композицију и електроакустику (ЕЛАК)
- Катедра за дириговање
- Катедра за музичку анализу, теорију и историју
- Катедра за клавијатурне инструменте (инструментални програм)
- Катедра за гудачке инструменте (инструментални програм)
- Катедра Леонард Бернштајн за дувачке и удараљке (инструментални програм)
- Катедра Јосеф Хајдн за камерну музику и специјалне ансамбле
- Катедра за оргуље  и црквену музику
- Катедра за глас и музичко позориште
- Семинар Макс Рајнхарт за драму
- Филмска академија у Бечу, одсек за филм и телевизију
- Катедра за музичко образовање
- Катедра за музичко и покретно васпитање
- Катедра за музикотерапију
- Катедра за стилска истраживања у музици
- Катедра за популарну музику
- Катедра Лудвиг ван Бетовен за клавијатуре у музичком образовању
- Катедра Хелмесбергер за гудаче у музичком образовању
- Катедра Франц Шуберт за дувачке инструменте и удараљке у музичком образовању
- Катедра Антонио Салијери за глас у музичком образовању
- Катедра Антон Брукнер за теорију музике, обуку слуха и диригентски рад ансамбла
- Катедра за музичка истраживања и етномузикологију
- Катедра Бечки Клангстил за музичку акустику
- Катедра за музичку социологију
- Катедра за менаџмент у култури и културологију

## Познати бивши учитељи
- Јозеф Бем
- Антон Брукнер
- Феручио Бусони
- Јозеф Дахс
- Јулиус Епштајн
- Роберт Фишхоф
- Роберт Фухс
- Леополд Годовски
- Јакоб Грин
- Леополд Хагер
- Ротрауд Хансман
- Ханс Хаселбек
- Јозеф Хелмесбергер старији
- Владислав Кедра
- Јозеф Крипс
- Хартмут Кронес
- Урош Лајовиц
- Фердинанд Лове
- Матилде Мархези
- Јозеф Маркс
- Јозеф Мерк
- Мартин Густав Нотебом
- Карл Естерајхер
- Ана Песијак-Шмерлинг
- Ервин Рац
- Макс Рајнхард
- Карон Дон Рајнхарт
- Хилде Росел-Мајдан
- Антонио Салијери
- Емил фон Зауер
- Симон Зехтер
- Франц Шалк
- Арнолд Шенберг
- Франц Шмит
- Франц Шрекер
- Рихард Штор
- Отмар Сутнер
- Ханс Сваровски

## Познати ученици

### Диригенти
- Александар Алексејев
- Филип Оген
- Клаудио Абадо
- Алан Бурибајев
- Џејмс Ерб
- Џејмс Ален Герес
- Николас Харнкорт
- Јаша Хоренштајн
- Марис Јансонс
- Херберт фон Карајан
- Клеменс Краус
- Урош Лајовиц
- Хезус Лопез Кобос
- Густав Малер
- Зубин Мехта
- Феликс Мотлl
- Артур Никиш
- Андрес Ороско-Естрада
- Ервин Ортнер
- Кирил Петренко
- Јоханес Вилднер
- Ханс Рихтер
- Георг Тинтнер
- Јозеп Кабале Доменех
- Мерио Вензаго
- Оливере фон Дохнањи
- Карел Марк Чичон
- Манфред Хонек
- Валтер Велер
- Александер Рахбари
- Шардад Рохани

### Композитори
- Мигел дел Агуила
- Николае Бретан
- Фридрих Церха
- Ђорђе Енеску
- Мариос Јоану Елиа
- Иван Еред
- Беат Фурер
- Карл Голдмарк
- Роберт Гуља
- Георг Фридрих Хас
- Паул Хаслингер
- Леош Јаначек
- Густав Малер
- Алиреза Машајеки
- Ахмад Пејман
- Ецио Босо
- Томас Лархер
- Ханс Рот
- Курт Швертсик
- Јан Сибелијус
- Маурицио Сотело
- Фереди Штацер
- Јоханес Мариа Штрауд
- Мими Вагенсонер
- Норма Венделбург
- Хуго Волф
- Александар фон Землински

### Пијанисти и оргуљаши
- Мигел дел Агуила
- Катија Бунијатишвили
- Рудолф Бухбиндер
- Хелмут Дојч
- Матијас Флецбергер
- Фридрих Гулда
- Мицуко Учида
- Мацеј Лукашчук
- Кристијана Лин
- Вејн Маршал
- Петер Плањавски
- Волфанг Заусенг
- Паул Вајнгартен
- Ерик Верега

### Извођачи на жичаним инструментима
- Кристоф Конц
- Јозеф Јоахим
- Оскар Бак
- Јохана Бајштајнер
- Карл Флеш
- Гарет Кох
- Леон Куделак
- Фриц Крајслер
- Јоханес Вилднер
- Хајнрих Шиф
- Гинтер Пихлер
- Јоји Хатори
- Манфред Хонек
- Лудвиг Штрајхер
- Валтер Велер
- Фридрих Буксбаум
- Георг Хелмесбергер старији
- Рикардо Однопосов
- Арнолд Розе
- Рајнер Кехл
- Шкељзен Доли

### Дувачки инструменти и удараљке
- Томас Ганш
- Јохан Хиндлер
- Ернст Отенсамер
- Дарол Дон Рајнхарт

### Вокални уметници
- Мими Коерце
- Кит Енген
- Антониа Фаберг
- Ани Фелбермајер
- Мари Филунгер
- Аида Гарифулина
- Ернст Гутштајн
- Волфганг Холцмајр
- Анђелика Кирхшлегер
- Габриеле Краус
- Гениа Кимајер
- Елизабет Кулман
- Кари Ловас
- Ага Миколај
- Лула Мис-Гмајнер
- Кристина Пасароју
- Курт Ридл
- Анреас Шагер
- Михаел Спирес
- Линда Вотсон

### Филм и позориште
- Барбара Албрет
- Ахим Бенинг
- Емили Кокс
- Катарина Микштајн
- Макс Штајнер
- Роберт О. Рагланд
- Софи Роис
- Улрих Зајдл
- Кристоф Валц

### Остали
- Стефани Голднер
- Сузана Наидих
- Леополд Новак
- Хајнрих Шенкер
- Елизабет Вернфелт
- Јозеф Венатиус фон Вес